# Andijon-Jame-Moschee

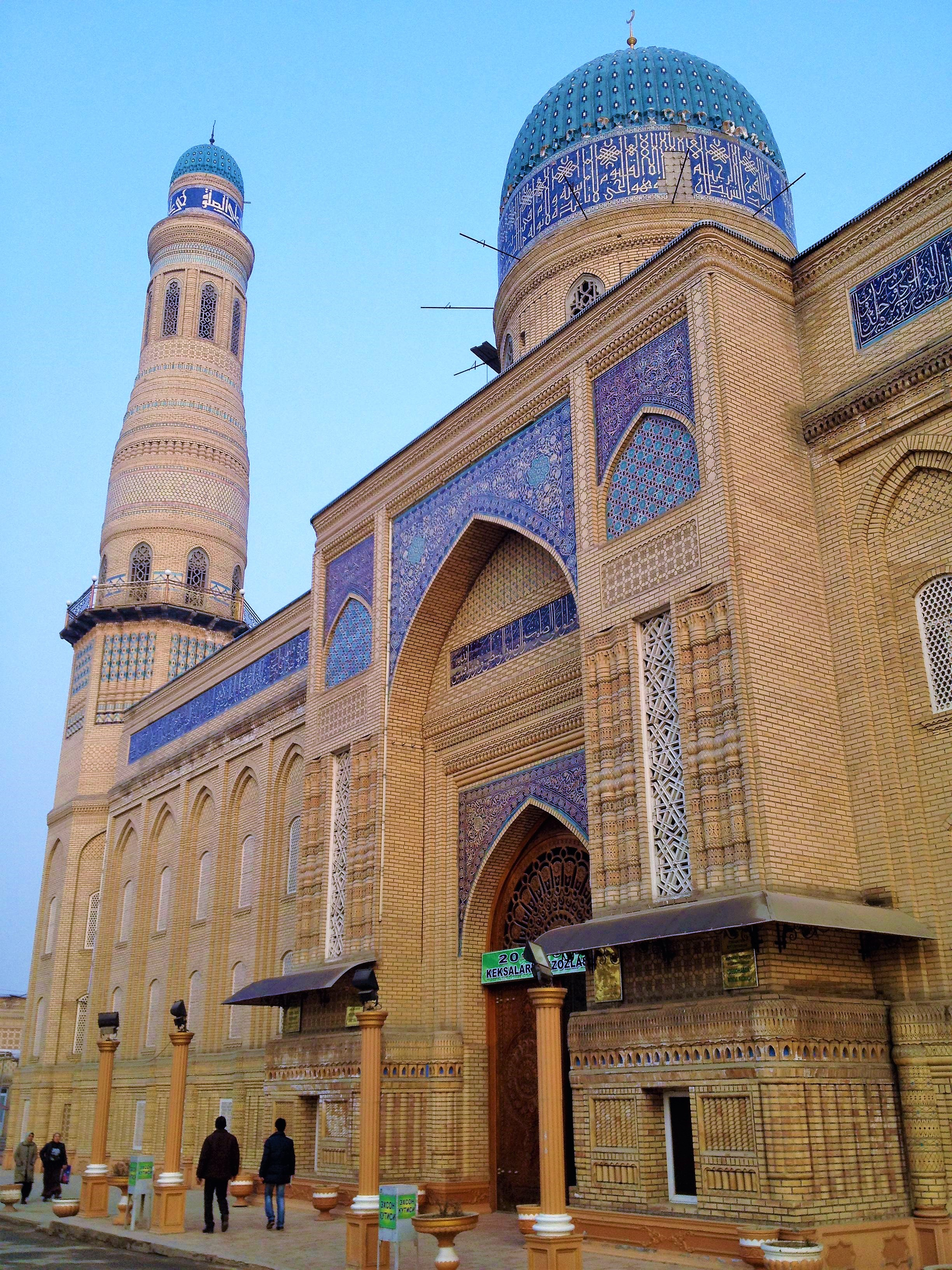
Andijon-Jame-Moschee

Die Andijon-Jame-Moschee ist ein architektonisches Denkmal Usbekistans aus dem Ende des 19. Jahrhunderts. Es wurde von 1883 bis 1890 erbaut und umfasst eine Moschee, eine Madrasa und ein Minarett.
In der Mitte des 19. Jahrhunderts wurde Siedlungen mit einer Moschee der Stadtstatus verliehen. Die Gesamtfläche des Komplexes beträgt 1,5 Hektar. Innerhalb des Komplexes befindet sich auch das Literatur- und Kunstmuseum des Gebietes Andijon.

## Madrasa
Die Länge der Medrese beträgt 123 Meter. Der Haupteingang der Madrasa ist mit traditionellen Kuppel-Bogenportalen verziert. Die Wände des Gebäudes sind mit Mustern und Mosaiken in traditionellen blauen und grünen Farben verziert, die für die Architektur des Ferganatals charakteristisch sind. Ursprünglich wurde die Madrasa in U-Form gebaut und war offen. Der Jame-Moschee-Komplex hat, ähnlich wie die Madrasa, einen einzigartigen Maßstab – er befindet sich im westlichen Teil eines architektonischen Ensembles und seine Hauptfassade besteht aus 26 Bögen.

## Moschee
Die Jame-Moschee in Andijon ist eine aktive städtische Moschee in Andijon. Sie befindet sich im westlichen Teil des Komplexes. Die Architektur besteht aus einem rechtwinkligen Innenhof mit Drei-Seiten-Bebauung. Das Minarett befindet sich im Innenhof. Die Höhe des Minaretts beträgt 32 Meter, was es zum höchsten im ganzen Ferghanatal macht.

## Moscheeneubau
Der Bau eines neuen Gebäudes der Jame-Moschee begann im Jahr 2018 und wurde im Mai desselben Jahres abgeschlossen. An beiden Seiten befinden sich 54 Meter hohe Minarette, und über dem Hauptgebäude wurde eine 18 Meter durchmessende Kuppel errichtet. Während die frühere Moschee für 5.000 Gläubige gedacht war, kann das neue Gebäude mehr als 15.000 Betende aufnehmen. Die Eröffnungszeremonie des neuen Gebäudes der Jame-Moschee wurde vom usbekischen Präsidenten Shavkat Mirziyoyev besucht.